# Aritz Mendiola
Aritz Mendiola Ardanza (Gautéguiz de Arteaga, Vizcaya, 12 de mayo de 1998) es un actor y cantante español.
Es conocido por su participación en programas como Bago!az, por la serie de televisión Go!azen o por el programa de radio B Aldea de Gaztea. También es integrante del grupo de música rock LauKatu y del grupo de música trap STR.

## Biografía
Nació en 1998 en el Hospital de Arantzazu de San Sebastián (Guipúzcoa). Estudió en el colegio San Fidel Ikastola de Guernica (Vizcaya), aunque cursó un año escolar en el Royal Oak High School de Míchigan (EEUU). Después cursó el Bachillerato artístico en el Instituto Ibarrekolanda de Bilbao. También se formó en música desde pequeño en la Escuela de Música de Guernica Segundo Olaeta.
En el 2015 participó en el concurso de talentos musical Stars. Izarrak kalean de ETB1. Llegó a la final del concurso, junto con otros concursantes como María Ereña o Sara Alonso, en la que cantó la canción "I See Fire" de Ed Sheeran. Quedó como finalista del concurso, con Sara Alonso como ganadora. Luego volvió a participar en la edición especial del talent con los finalistas.
En el año 2016 entró a formar parte de la serie de televisión Go!azen con el personaje de Garikoitz "Gari" Susaeta. Estuvo en la serie durante cuatro temporadas y un especial, desde 2016 hasta el 2020. Su participación en la serie como protagonista le supuso un notable éxito, tanto que hasta surgieron distintos clubs de fans del actor.
En el año 2017 se unió al programa de televisión Bago!az de ETB1, como juez de los concursantes que participaban en el concurso musical.
Además de los proyectos audiovisuales también ha sido parte de montajes teatrales. En el año 2015, CasaBranca, dir. Ana Borralho y Joao Galante, que fue estrenado en el "Festival BAD", el Festival de Teatro y Danza Contemporánea de Bilbao.
En el año 2018 entró a formar parte de la compañía teatral Compañía Joven de Pabellón n. 6, con la que interpretó ¿Qué fue de Ana García? estrenada en el Teatro Arriaga y escenificada en distintos teatros.
Como músico, Mendiola canta y toca la guitarra. En el año 2016 formó el grupo de música rock LauKatu, del que Mendiola es el vocalista y guitarrista. En el año 2019 el grupo creó el grupo STR (Special Trap Residence) con antiguos integrantes de LauKatu y nuevos integrantes.
En enero de 2019 comenzó a ser colaborador del programa de radio B Aldea de Gaztea de EITB Media, con una sección semanal llamada "guilty pleasure" que él presentaba.
Estudió el grado en emprendimiento e innovación empresarial en la Universidad de Mondragón.

## Vida privada
Es nieto del lehendakari José Antonio Ardanza, por parte materna, y nieto del exalcalde de Larrabezúa Carlos Mendiola Apraiz, por parte paterna.
Mantuvo una relación con la actriz Nerea Elizalde durante dos años hasta 2019. Después mantuvo una relación de pareja con la actriz Ainhoa Larrañaga durante dos años, hasta 2021. Ambos se conocieron grabando juntos la serie Go!azen y los clubs de fans de ambos los llamaban (shippeaban) "Gareli" (con el hashtag #gareli) en referencia a sus personajes de Gari (Mendiola) y Eli (Larrañaga) en la serie.
Desde 2022 vive y reside en Seúl (Corea del Sur). Trabaja en colaboración con el colectivo Synthetika Collective, en proyectos y espacios seguros para la comunidad LGBTQ+.

## Discografía
- 2019, Göxö, con STR[26]
- 2021, Beldurrak marrazten (Gaua Records), con LauKatu[27]
- 2022, YAHTOYL (You Always Hurt The One You Love), con STR

## Filmografía

### Televisión
- 2015, Stars. Izarrak kalean, ETB1 (concursante)
- 2015, Kantugiro, ETB1 (concursante)
- 2017-2019, Bagoǃaz (coach)
- 2017, Burubero Fest (invitado especial)[28]
- 2016-2017, Go!azen 3.0, ETB1 (Gari)
- 2017-2018, Go!azen 4.0, ETB1 (Gari)
- 2018-2019, Go!azen 5.0, ETB1 (Gari)
- 2018, Go!azen ikusleen kuttunak, ETB1 (presentador)[29]
- 2019-2020, Go!azen 6.0, ETB1 (Gari)
- 2019, Gure Kasa, ETB1 (invitado)[30]
- 2019, Biba Zuek, ETB1 (invitado)[31]
- 2020, Goǃazen etxean, ETB1 (Gari)

### Teatro
- 2015, CasaBranca, dir. Ana Borralho y Joao Galante (estrenado en el BAD)[11][12]
- 2016-2017, Goǃazen 3.0 (teatro musical)
- 2017-2018, Goǃazen 4.0 (teatro musical)[32]
- 2019, ¿Qué fue de Ana García?, dir. Borja Ruiz (producción de Pabellón n. 6)[33][34]

### Cine
- 2016, Argi, dir. Iratxe Mediavilla[35]